# Paradoxe de l'hédonisme
 (janvier 2025).
La mise en forme du texte ne suit pas les recommandations de Wikipédia : il faut le « wikifier ».
Les points d'amélioration suivants sont les cas les plus fréquents :
- Les titres sont pré-formatés par le logiciel. Ils ne sont ni en capitales, ni en gras.
- Le texte ne doit pas être écrit en capitales (les noms de famille non plus), ni en gras, ni en italique, ni en « petit »…
- Le gras n'est utilisé que pour surligner le titre de l'article dans l'introduction, une seule fois.
- L'italique est rarement utilisé : mots en langue étrangère, titres d'œuvres, noms de bateaux, etc.
- Les citations ne sont pas en italique mais en corps de texte normal. Elles sont entourées par des guillemets français : « et ».
- Les listes à puces sont à éviter, des paragraphes rédigés étant largement préférés. Les tableaux sont à réserver à la présentation de données structurées (résultats, etc.).
- Les appels de note de bas de page (petits chiffres en exposant, introduits par l'outil «  Source ») sont à placer entre la fin de phrase et le point final[comme ça].
- Les liens internes (vers d'autres articles de Wikipédia) sont à choisir avec parcimonie. Créez des liens vers des articles approfondissant le sujet. Les termes génériques sans rapport avec le sujet sont à éviter, ainsi que les répétitions de liens vers un même terme.
- Les liens externes sont à placer uniquement dans une section « Liens externes », à la fin de l'article. Ces liens sont à choisir avec parcimonie suivant les règles définies. Si un lien sert de source à l'article, son insertion dans le texte est à faire par les notes de bas de page.
- La présentation des références doit suivre les conventions bibliographiques. Il est recommandé d'utiliser les modèles {{Ouvrage}}, {{Chapitre}}, {{Article}}, {{Lien web}} et/ou {{Bibliographie}}. Le mode d'édition visuel peut mettre en forme automatiquement les références.
- Insérer une infobox (cadre d'informations à droite) n'est pas obligatoire pour parachever la mise en page.

Pour une aide détaillée, merci de consulter Aide:Wikification.
Si vous pensez que ces points ont été résolus, vous pouvez retirer ce bandeau et améliorer la mise en forme d'un autre article.
Le paradoxe de l'hédonisme, aussi appelé paradoxe du plaisir, est un paradoxe propre aux difficultés pratiques de la poursuite du plaisir. Pour l'hédoniste, la recherche constante du plaisir peut ne pas produire le plaisir ou le bonheur le plus perceptible à long terme - ou même à court terme, lorsque la poursuite consciente du plaisir interfère avec son expérience.
Le philosophe utilitariste Henry Sidgwick a été le premier à noter dans The Methods of Ethics que le paradoxe de l'hédonisme est que le plaisir ne peut pas être acquis directement. Des variations sur ce thème apparaissent dans les domaines de l'éthique, de la philosophie, de la psychologie et de l'économie.

## Aperçu
Il est souvent affirmé que le plaisir nous échappe quand nous le recherchons délibérément :
- John Stuart Mill, un philosophe utilitariste, note dans son autobiographie :

Mais je pensais maintenant que cette fin [son bonheur] ne devait être atteinte qu'en n'en faisant pas la fin directe. Seuls sont heureux (je pensais) ceux qui ont l'esprit fixé sur un autre objet que leur propre bonheur[....] Visant ainsi autre chose, ils trouvent le bonheur en chemin[....] Dès que vous-vous demandez si vous êtes heureux, vous cessez de l'être
- Viktor Frankl dans Man's Search for Meaning :

Le bonheur ne peut pas être recherché; il doit s'ensuivre, et il ne le fait que comme effet secondaire involontaire de son dévouement personnel à une cause plus grande que soi ou comme sous-produit de son abandon à une personne autre que soi.
Plus un homme essaie de démontrer sa puissance sexuelle ou une femme sa capacité à ressentir l'orgasme, moins ils sont capables de réussir. Le plaisir est, et doit rester, un effet secondaire ou un sous-produit, et est détruit et gâté dans la mesure où il devient un but en soi.
- Le philosophe Friedrich Nietzsche dans L'Antéchrist (1895) et La Volonté de puissance (1901) :

Ce qui est bon? Tout ce qui augmente le sentiment de puissance chez l'homme, la volonté de puissance, la puissance elle-même.

Qu'est ce qui est mauvais? Tout ce qui naît de la faiblesse.

Qu'est-ce que le bonheur? Le sentiment que la puissance augmente, qu'une résistance est vaincue.
[...] il est fortement instructif de se substituer à l'individu « bonheur » (pour lequel tous les êtres vivants est censé tendre) pouvoir [...] est la joie que le symptôme du sentiment de puissance atteint [...] (on ne cherche pas la joie [...] la joie accompagne ; la joie ne bouge pas)
- Le psychologue Alfred Adler dans The Neurotic Constitution (1912) :

La "volonté de puissance" et la "volonté de paraître" de Nietzsche englobent nombre de nos conceptions, qui ressemblent encore à certains égards à celles de Féré et des écrivains plus anciens, selon lesquels la sensation de plaisir trouve son origine dans un sentiment de puissance, celui de douleur. dans un sentiment de faiblesse.
- Poète et satiriste Edward Young :

L'amour de la louange, pourtant caché par l'art,

Règne plus ou moins suprême dans tous les cœurs ;

Le Fier de l'obtenir, les labeurs sur les labeurs durent ;

Les modestes s'en éloignent, mais pour s'en assurer ! 
- Homme politique William Bennett :

Le bonheur est comme un chat, si vous essayez de l'amadouer ou de l'appeler, il vous évitera ; ça ne viendra jamais. Mais si vous n'y prêtez pas attention et que vous vaquez à vos occupations, vous le verrez frotter contre vos jambes et sauter sur vos genoux,.
- Le romancier João Guimarães Rosa :

Le bonheur ne se trouve que dans les petits moments d'inattention.

## Explications suggérées
Le bonheur est souvent imprécisément assimilé au plaisir. Si, pour une raison quelconque, on assimile le bonheur au plaisir, alors le paradoxe de l'hédonisme surgit. Quand on vise uniquement le plaisir lui-même, son but est frustré. Henry Sidgwick commente une telle frustration après une discussion sur l'amour-propre dans l'ouvrage mentionné ci-dessus :
Je ne devrais pas, cependant, en déduire que la poursuite du plaisir est nécessairement vouée à l'échec et futile ; mais simplement que le principe de l'hédonisme égoïste, lorsqu'il est appliqué avec une bonne connaissance des lois de la nature humaine, est pratiquement auto-limitatif ; c'est-à-dire qu'une méthode rationnelle pour atteindre le but qu'elle vise exige que nous la mettions dans une certaine mesure hors de vue et que nous ne la visions pas directement.
Sans aborder le paradoxe directement, Aristote a commenté la futilité de poursuivre le plaisir. Les êtres humains sont des acteurs dont les efforts entraînent des conséquences, et parmi ceux-ci se trouve le plaisir. Aristote argumente alors comme suit :
Comment, alors, se fait-il que personne ne soit continuellement content ? Est-ce que nous nous lassons ? Certes, toutes les choses humaines sont incapables d'une activité continue. Par conséquent, le plaisir n'est pas non plus continu ; car il accompagne l'activité.
Tôt ou tard, les êtres finis seront incapables d'acquérir et de dépenser les ressources nécessaires pour maintenir leur seul but de plaisir ; ainsi, ils se retrouvent en compagnie de la misère. La théorie évolutionniste explique que les humains ont évolué par sélection naturelle et suivent des impératifs génétiques qui cherchent à maximiser la reproduction, pas le bonheur. En raison de ces pressions de sélection, l'étendue du bonheur humain est biologiquement limitée. David Pearce soutient dans son traité The Hedonistic Imperative que les humains pourraient être capables d'utiliser le génie génétique, la nanotechnologie et les neurosciences pour éliminer la souffrance dans toute vie humaine et permettre des niveaux de bonheur et de plaisir qui sont actuellement inimaginables.